# 160
160 је била преступна година.

## Догађаји
- Антонинов зид у Британији поново заузимају римске легије.
- У Риму почиње производња сапуна који садржи маст, креч и пепео.
- Апијан пише Ρωμαικα, познату на енглеском као Римска историја, у коју укључује историју сваког покореног народа до тренутка његовог освајања.
- Прво помињање Хуна био је географ Дионисије Перигет.

## Рођења
- Гуан Ју, војсковођа државе Шу током периода Три краљевства.
- Марко Октатиније Адвент, римски државник прве половине 3. века.
- Секст Јулије Африкан, ранохришћански писац на грчком језику.
- Ксу Јуе, кинески астроном.
- Тертулијан, ранохришћански писац.
- Фелицијан Фолињски, свети мученик, епископ Фолињски.

## Смрти
- Валентин је био египатски и староримски филозоф, оснивач своје школе у Риму.
- Абу Дуљама, песник сатиричар на арапском језику.
- Јосе бен-Халафта, један од палестинских танаима 4. генерације.
- Квинт Лолије Урбик, римска војна и политичка личност прве половине 2. века.
- Маркион, хришћански теолог, јеретик, гностик.
- Потит (светац)